# Zafer Özgültekin
Zafer Özgültekin (* 10. März 1975 in Sivas, Türkei) ist ein ehemaliger türkischer Torhüter. Seinen größten Erfolg erlebte Zafer Ozgültekin als dritter Torwart der Türkischen Fußballnationalmannschaft mit dem dritten Platz bei der WM 2002 in Japan und Südkorea.

## Karriere

### Verein
Seine Profikarriere begann bei İskenderun Demir Çelikspor. 1997 wechselte er zum damaligen Erstligisten Karabükspor. Hier saß er die erste Spielzeit auf der Ersatzbank und spielte zum Ende der zweiten Saison als erster Torhüter. Durch gute Leistungen und wegen des Abstiegs Karabükrspors in die TFF 1. Lig zum Sommer 1999, wechselte Özgültekin zum Traditionsverein MKE Ankaragücü. Ankaragücü lieh Zafer Ozgültekin in der Winterpause im Jahr 2006 an Kayseri Erciyesspor. Danach wechselte er zum Zweitligisten Eskişehirspor, wegen Problemen mit dem Vorstand ging er aber schon nach einem halben Jahr zurück zu Ankaragücü. 

### Nationalmannschaft
Özgültekin spielte in den Jahren 2002 und 2003 insgesamt fünf Mal für die Türkische Nationalmannschaft. Er nahm mit dieser an der Fußball-Weltmeisterschaft 2002 und wurde Dritter. Während des Turniers war Özgültekin hinter dem Stammtorhüter Rüştü Reçber und dessen Ersatz Ömer Çatkıç dritter Torhüter und kam zu keinem Einsatz.

## Erfolge
- Türkische Nationalmannschaft:
  - Dritter der Fußball-Weltmeisterschaft (1): Weltmeisterschaft 2002